# Heather Watson
Heather Miriam Watson (n. 19 mai 1992, Saint Peter Port, Guernsey⁠(d), Guernsey) este o jucătoare britanică de tenis. A câștigat nouă titluri de-a lungul carierei sale, inclusiv titlul la dublu mixt la Campionatele de la Wimbledon din 2016 cu Henri Kontinen, devenind prima britanică care a câștigat un titlu de Grand Slam de la Jo Durie în 1991 și prima care a câștigat un titlu la Wimbledon de la Durie în 1987. În octombrie 2012, Watson a câștigat primul ei titlu de simplu WTA la Japan Open, devenind prima jucătoare britanică care a câștigat un titlu de simplu WTA de la Sara Gomer în 1988. 